# 唐·麦肯齐 (赛艇运动员)
唐·麦肯齐（英語：Don MacKenzie，1874年12月30日—1925年11月12日），加拿大男子赛艇运动员。他曾代表加拿大参加1904年夏季奥林匹克运动会赛艇比赛，获得男子八人单桨有舵手银牌。